# Acnemia falkei
Acnemia falkei är en tvåvingeart som först beskrevs av Loïc Matile och John Richard Vockeroth 1977.  Acnemia falkei ingår i släktet Acnemia och familjen svampmyggor.
Artens utbredningsområde är Uganda. Inga underarter finns listade i Catalogue of Life.